# 学生映画祭
学生映画祭（がくせいえいがさい）とは、特定の場所で期間限定で開催される映画関連のイベント。通常の映画祭とは異なり、学生を主体として企画運営されているケースが多く、コンペティション形式の場合には受賞・入選対象は学生に限定されている。

## 概要
通常、年に一度など定期的な開催サイクルを持ち、名称は（東京学生映画祭・京都国際学生映画祭などのように）開催地の地名を冠したものである事が多い。映画の上演が主となるが、加えてエントリー作品の審査及び賞の授与や、映画に関するイベント（講演会、研修会、見学会、レセプション、等）を含むこともある。
作品上映の前後に、監督や出演者などの舞台挨拶、ティーチイン（観覧者との質疑応答）などが行われる事も多い。

## 主な学生映画祭
- 東京学生映画祭
- 京都国際学生映画祭
- 関西学生映画祭
- ぴあフィルムフェスティバル
- 高校生映画コンクール
- TOHOシネマズ学生映画祭
- 学生残酷映画祭
- JCF学生映画祭